# Morotopithecus bishopi
Morotopithecus · Moropithèque
Genre
Espèce
Morotopithecus bishopi, unique représentant du genre Morotopithecus, ou Moropithèque en français, est une espèce fossile de singes de la super-famille des hominoïdes. Elle a été découverte en 1997 à Moroto, en Ouganda, dans des sédiments de l'Aquitanien (Miocène inférieur), datés de 23 à 20,4 millions d'années.

## Systématique
Le genre Morotopithecus et l'espèce Morotopithecus bishopi ont été décrits en 1997 par Daniel L. Gebo (d), Laura MacLatchy (d), Robert Martin Kityo (d), Alan L. Deino (d), John Kingston et David Roger Pilbeam (d).

## Description
Morotopithecus bishopi fait partie des hominoïdes de grande taille. Il devait peser environ 40 kg.
La comparaison des dents de Morotopithecus et d’Afropithecus montrerait des différences limitées. De même, la comparaison des parties de crânes disponibles indiquerait que les deux genres sont peut-être les mêmes. Cependant, aucun des deux taxons n'a livré suffisamment de fossiles pour pouvoir trancher.

## Datation
Les fossiles de Morotopithecus sont datés de 23 à 20,4 millions d'années, c'est-à-dire du tout début du Miocène. Ils seraient ainsi un peu plus anciens que les fossiles connus du genre Proconsul. 

## Position phylogénétique
Phylogénie des familles de singes, d'après Perelman et al. (2011) et Springer et al. (2012) :
| Cercopithecoidea | Cercopithecidae (Babouin, Macaque, Colobe…)                                                                   |
|                  | Cercopithecidae (Babouin, Macaque, Colobe…)                                                                   |
| Hominoidea       | \| \| Hylobatidae (Gibbon) \| \| \| \| \| \| Hominidae (Orang-outan, Gorille, Chimpanzé et Homme) \| \| \| \| |
|                  | \| \| Hylobatidae (Gibbon) \| \| \| \| \| \| Hominidae (Orang-outan, Gorille, Chimpanzé et Homme) \| \| \| \| |
|                  | Hylobatidae (Gibbon)                                                                                          |
|                  | |
|                  | Hominidae (Orang-outan, Gorille, Chimpanzé et Homme)                                                          |
|                  | |

|  | Hylobatidae (Gibbon)                                 |
|  |                                                      |
|  | Hominidae (Orang-outan, Gorille, Chimpanzé et Homme) |
|  |                                                      |

|  | Cebidae (Sapajou, Singes-écureuil, Ouistiti, Tamarin…)                                                  |
|  | |
|  | \| \| Pitheciidae (Saki, Ouakari, Titi…) \| \| \| \| \| \| Atelidae (Atèle, Singe-hurleur…) \| \| \| \| |
|  | |
|  | Pitheciidae (Saki, Ouakari, Titi…)                                                                      |
|  | |
|  | Atelidae (Atèle, Singe-hurleur…)                                                                        |
|  | |

|  | Pitheciidae (Saki, Ouakari, Titi…) |
|  |                                    |
|  | Atelidae (Atèle, Singe-hurleur…)   |
|  |                                    |

| Cercopithecoidea | Cercopithecidae (Babouin, Macaque, Colobe…)                                                                   |
|                  | Cercopithecidae (Babouin, Macaque, Colobe…)                                                                   |
| Hominoidea       | \| \| Hylobatidae (Gibbon) \| \| \| \| \| \| Hominidae (Orang-outan, Gorille, Chimpanzé et Homme) \| \| \| \| |
|                  | \| \| Hylobatidae (Gibbon) \| \| \| \| \| \| Hominidae (Orang-outan, Gorille, Chimpanzé et Homme) \| \| \| \| |
|                  | Hylobatidae (Gibbon)                                                                                          |
|                  | |
|                  | Hominidae (Orang-outan, Gorille, Chimpanzé et Homme)                                                          |
|                  | |

|  | Hylobatidae (Gibbon)                                 |
|  |                                                      |
|  | Hominidae (Orang-outan, Gorille, Chimpanzé et Homme) |
|  |                                                      |

|  | Cebidae (Sapajou, Singes-écureuil, Ouistiti, Tamarin…)                                                  |
|  | |
|  | \| \| Pitheciidae (Saki, Ouakari, Titi…) \| \| \| \| \| \| Atelidae (Atèle, Singe-hurleur…) \| \| \| \| |
|  | |
|  | Pitheciidae (Saki, Ouakari, Titi…)                                                                      |
|  | |
|  | Atelidae (Atèle, Singe-hurleur…)                                                                        |
|  | |

|  | Pitheciidae (Saki, Ouakari, Titi…) |
|  |                                    |
|  | Atelidae (Atèle, Singe-hurleur…)   |
|  |                                    |

La position de Morotopithecus à l'intérieur de l'arbre phylogénétique des Hominoidea est débattue. Il pourrait faire partie d'une famille distincte des Proconsulidae. Morotopithecus présenterait une aptitude à se tenir redressé et à pratiquer la brachiation que n'aurait pas le Proconsul. Il semble préfigurer des Hominidae tels que Kenyapithecus ou Oreopithecus. 
Morotopithecus pourrait également précéder l'émergence des Hylobatidae (gibbons), apparus un peu plus tard selon le consensus actuel.

## Étymologie
Le nom binomial, Morotopithecus, est la combinaison de Moroto, la localité type, et du latin pithecus, « singe ».
Son épithète spécifique, bishopi, lui a été donnée en l'honneur de W. W. Bishop.

### Publication originale
- (en) Daniel L. Gebo, Laura MacLatchy, Robert Kityo, Alan Deino, John Kingston et David Pilbeam, « A hominoid genus from the early Miocene of Uganda », Science, Amérique septentrionale, AAAS, vol. 276, no 5311,‎ 18 avril 1997, p. 401-404 (ISSN 0036-8075 et 1095-9203, OCLC 1644869, PMID 9103195, DOI 10.1126/SCIENCE.276.5311.401, lire en ligne).